# Сибли Уотсон, Джеймс
Джеймс Уотсон Сибли-младший (англ. James Sibley Watson; 10 августа 1894 — 31 марта 1982) — рочестерский врач, меценат, издатель и режиссёр-экспериментатор на заре звукового кинематографа.

## Биография
Уотсон родился в Нью-Йорке и был наследником состояния основателей телеграфной компании «Western Union» Хайрама Сибли и дона Алонзо Уотсона. В 1916 году он окончил Гарвард (хотя указан среди выпускников 1917 года). Там он подружился с поэтом Каммингсом (E. E. Cummings) и познакомился со многими людьми окружавшими его в дальнейшем. Уотсон и его первая жена Хильдегарда всю жизнь поддерживали отношения с Каммингсом, а также с Марианной Мур и Кеннетом Берком.
В дополнение к работе врача, Уотсон принимал непосредственное участие в литературном движении с другим выпускником Гарварда Скофилдом Тайером, который купил в 1918 году на $ 600 акции одного влиятельного литературного журнала. В 1919 году Уотсон пригласил Тайера приобрести в собственность журнал «The Dial», где Уотсон выступил в качестве нового президента, а Тайер стал редактором. Их совместное предприятие произвело первый выпуск в январе 1920 года и включало произведения таких друзей Тайера и Уотсона, как Каммингс и (также знакомый им по Гарварду) Гастон Лашез (Gaston Lachaise). «The Dial» перестал выходить с июля 1929 года, кода редактором была Марианна Мур.

### Игровые фильмы
В конце 1920-х, Уотсона заинтересовал новый формат искусства — кино. Он выступил продюсером, режиссёром и художником, сняв с Мелвиллом Уэббером «Падение дома Ашеров» (1928), и «Лот в Содоме». Композитор Алек Уайлдер помогал со всеми фильмами, написав оригинальную музыку.
Первая картина Уотсона появилась на излете эпохи немого кино и была озвучена впоследствии, поэтому её можно встретить с разыми саундтреками, но вторая вышла уже со звуковой дорожкой. Оба фильма при этом немые. Титров в картине практически нет, а те что есть искусно вплетены в визуальный ряд! В 1928 году был снят также французский вариант «Падение дома Ашеров» (реж. Жан Эпштейн). Любимый критиками этот фильм не так силен по своей визуальной выразительности как американская лента Уотсона. Фантастический монтаж картины дополняет мрачную стилистику в которой отчётливо читается влияние немецкого киноэкспрессионизма. Что же касается «Лота в Содоме», не менее оригинальной картины на библейский сюжет, она считается звуковой хотя и не имеет разговорных диалогов. Смелая тематика тут дополняется рядом образных находок, а авангардный подход к съемкам и монтажу  в целом продолжает стилистику избранную режиссёром в Аршерах. На 9-й Венецианском кинофестивале фильм показали в числе различных ретроспективных лент. Обе ленты ставят во главу угла визуальную эстетику, а не сюжет.
Помимо упомянутых картин Уотсон снял звуковую комедийную короткометражку-пародию «Tomatos Another Day» (1930, совместно с Алеком Уайлдером). Фильм сделал как отклик на постановки Бостонского театра начала 1930-х. Нарочито неестественная и неуклюжая игра актеров вызвала непонимание у публики, ожидавшей традиционную мелодраму. Фильм получил такую слабую реакцию от аудитории, что создатели отклонили его как явную неудачу, однако, в наше время фильм (который к счастью сохранился) интересен не только как пример режиссуры Уотсона или кино того времени, но и как самодостаточный, остроумный скетч.

### Научнопопуляные фильмы и эксперименты с лучами рентгена
В 1930-м Уотсон и Марк Уэббер произвели научно-популярный фильм «В глазах науки» (1930), который был включен в число десяти лучших любительских постановок 1931 года. После этого успеха Уотсон сделал попытку съемок фильма «Свет и тень» (1938) в сотрудничестве с научно-исследовательскими лабораториями фирмы Kodak.
До конца жизни Уотсон продолжал свою работу в качестве врача и филантропа. Во время Второй мировой войны он возобновил свою медицинскую карьеру, специализируясь на исследованиях желудочно-кишечного тракта. Первые цветные фотографии внутренностей желудка были сделаны именно Уотсоном. С 1940 по 1960 Уотсон окончательно погрузился в занятия медициной, к этому периоду относятся его фильмы в новой форме кинопроизводства, так называемой синефлюографике(cinefluorographic). В 1953 году он и его коллеги успешно разработала процесс производства 3D кинофильмов с помощью рентгеновских лучей. Уотсон снят более 10000 синефлюографических штудий во время своей работы в качестве рентгенолога. Хотя эти фильмы теперь трудно-доступны, Барбара Хаммер включила некоторые из них в свой фильм «Sanctus» (1990), где их можно видеть.

### Поздние годы
Несмотря на отход от игрового кино, Уотсон продолжал переписку со многими людьми, которых он узнал во время своей карьеры в кино, в том числе с Каммингсом, Кеннетом Берком и Алеком Уайлдером. В 1978 году он пожертвовал «Коллекцию картин Хильдегарды Лассэл по Э. Э. Каммингсу» в художественную галерею Мемориала. В 1980-х годах, Уотсон основал частное издательство «Sigma Foundation», где с Дейлом Дэвисом опубликовал несколько знаменитых авторов. В частности были изданы произведения таких авторов, как Мина Лой, Джуна Барнс и Маргарет Андерсон.
После смерти первой жены, Уотсон женился во второй раз. Его избранницей стала Нэнси Уотсон Дин, которая унаследовала все состояние мужа и создала небольшой фонд его имени. литературным душеприказчиком мужа, Нэнси Уотсон Дин назначила Дейла Дэвиса, после смерти которого, архив Уотсона отошел Нью-Йоркской Публичной библиотеке.